# 第8號交響曲 (貝多芬)
《F大调第8号交响曲》，作品93，是路德维希·范·贝多芬于1813年创作的四乐章交响曲。贝多芬此前创作的第6号交响曲“田园”的调性也是F大调，但篇幅较长，故而作者亦将此交响曲爱称为“小的F大调”交响曲。此作品也是贝多芬闻名于世的九部交响曲中最为短小的一部，正因它精巧的篇幅而时常受到忽视。不過，贝多芬自己对它十分喜爱，甚至称它比第7号交响曲“强得多”。
寫作時的貝多芬生活並不順利，但該作品依然有著輕鬆愉快的風格。其规模虽然短小，但精悍緊湊，充分体现了贝多芬的作曲技艺。与贝多芬的一些其它作品（如著名的《月光》奏鸣曲）类似，该交响曲的末乐章分量最重。值得注意的是，第2樂章由木管樂器演奏的固定音型，被認爲是模仿當時剛剛得到改進的節拍器的聲音，並且在樂章最後還有一個玩笑般的“節拍器出故障”的樂段。除此之外，也有其它部分被认为是音乐玩笑。

## 背景

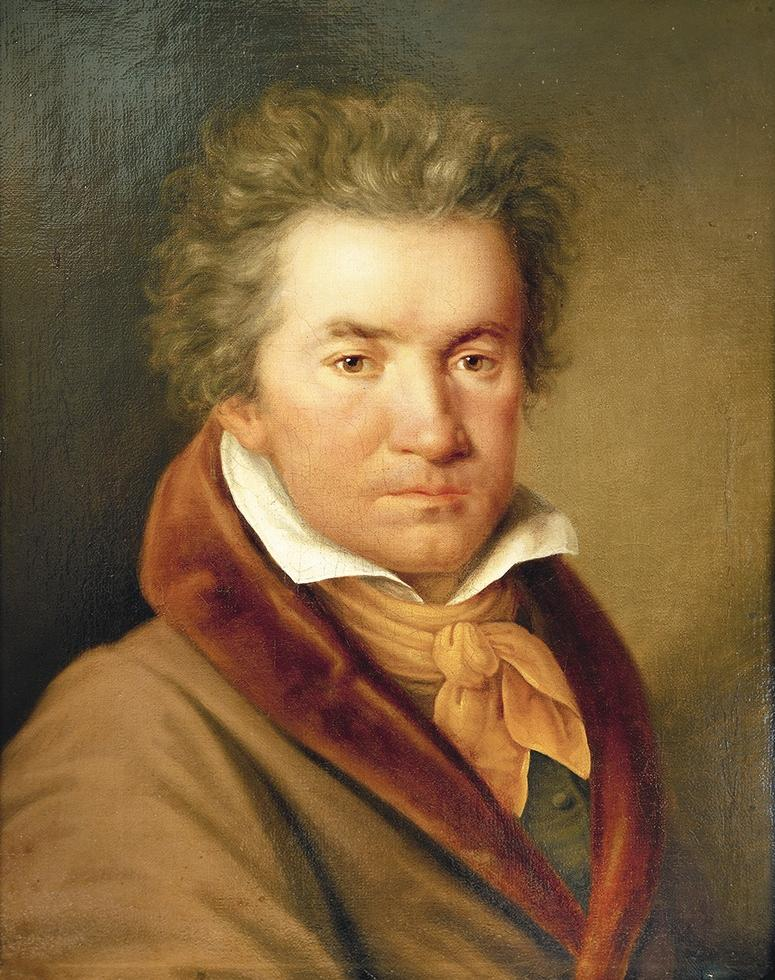
1815年的贝多芬

創作于1812年夏天，至1813年12月完成。此時貝多芬剛剛完成其第7号交响曲。由於維也納的氣候和衛生條件都比較差，貝多芬的健康狀況又不盡良好，所以他在夏天一般都會搬出城住，也可以得以親近自然。1812年他前往了波希米亞的溫泉小鎮特普利采，並在那裏遇見了歌德。二人間略有枘鑿，但這次見面依然被傳為佳話。歌德對於貝多芬的意志力寄予肯定：「我從未見過如此堅韌、奮發、又深刻的藝術家。我很能理解他如何孤軍戰鬥，對抗世界。」也是在此時，貝多芬對其“不朽的愛人”寫了著名的信（此“愛人”之身份依然不明，但傳聞甚多）。当时贝多芬的生活相当困窘，还就其弟弟约翰與其女管家的感情糾葛，与之发生了剧烈的争执。然而这部作品却听起来欢快自在，甚至有些復古的氣息，亦可能是受暑期度假時良好回憶的影響。
樂曲的创作期很短，只花了四个月。在林茨完成该作品后，貝多芬将之题献给莫里兹·弗莱斯伯爵（Count Moritz Fries），后者据说一直给予贝多芬资助。

### 首演
作品于1814年2月27日在维也纳霍夫堡宮的化裝舞廳（Redoutensaal）舉行首演，同时演出的还有贝多芬的第7号交响曲（該曲于之前两个月首演）和《威灵顿的胜利》。贝多芬当时听力每况愈下，但依然坚持指挥首演。在首演上他十分投入，在強處幾乎跳到空中，弱處又誇張地蜷起身子。不过据说乐队并未遵照他的指示，而是基本跟从首席小提琴。首演後，聽衆與評論家的評價都良好，但卻不如第7号交响曲熱烈。

## 分析
此交响曲有四个乐章，注意其中沒有常規的慢樂章，而是用一個稍快板樂章代替：
1. 活泼而有活力的快板（Allegro vivace e con brio）
2. 谐谑的小快板（Allegretto scherzando）
3. 小步舞曲速度（Tempo di Menuetto）
4. 活泼的快板（Allegro vivace）

一般的演奏用時大约在25至30分钟間。

### 配器
该交响曲采用双管制，所需乐队规模较小。其中没有长号。
| - 木管乐器 - 長笛：2 - 雙簧管：2 - B♭调單簧管：2 - 低音管：2 | - 銅管乐器 - 法國號：2（F调与B♭调） - 小號：2 | - 定音鼓 | - 弦樂器 |

依照工具書《管弦樂作品手冊》指示，上述之配器可簡記為"2 2 2 2—2 2 0 0—tmp—str"。

### 结构

#### 第1乐章
首乐章（活泼而有活力的快板）情绪明快，有着青春的气息。
此乐章调性为F大调，节拍为快速的四三拍，有些舞曲的气质。贝多芬此时期作品的首乐章通常都是奏鸣曲式。此乐章亦然，而且其尾声还起着举足轻重的作用。评论家安東尼·霍普金斯曾指出，此乐章较特殊之处在于，其高潮不在发展部，而是在再现部的开头：发展部结尾处，贝多芬垒起了一个巨大的渐强，并用自己不常用的fff（特特强）标示了主题的再现。这一华丽的乐段过后，音乐在较为平静的气氛中结束。

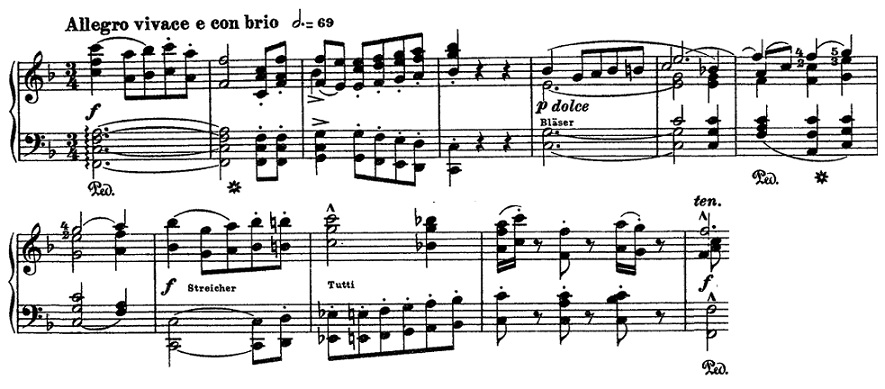
第1乐章“强—弱—强”主题，钢琴独奏谱，由李斯特改编

主题乐观明朗，有些节庆的意味。由三个乐句组成，每句四小节。三个乐句遵循“强—弱—强”的顺序，起到先抑后扬的效果，充满肯定的语气。在再现部中，中间的弱部分被略去，使得力度更大，戏剧性更加强烈，强调更为明显。

#### 第2乐章
第2乐章（谐谑的小快板）雖然速度較快，卻擔當该交响曲中“慢乐章”的角色，尽管并非传统的那样抒情而富有歌唱性。该乐章情绪轻松幽默，速度相对一般慢乐章而言也较快。与第7号交响曲第2乐章一样，此乐章以一个6-4和弦开头，但更多的是起到玩笑一样的效果。此乐章为B♭大调，结构被评论家查爾斯·羅森称作“慢乐章的奏鸣曲式”，意谓在呈示部之后并无明显的发展部，而是简单地模进回B♭大调，为紧接着的再现部做准备。。
此乐章开头，木管乐器不停地断奏连续的十六音符节奏型，并一直固定地进行，贯穿整个乐章。普遍认为，此固定节奏是对节拍器的戏仿。然而，该论点一直受到争议。第二主题有一极为迅速的六十四音符动机，也许与一个有些故障的节拍器发出的声音相仿。该动机在尾声末部再次由乐队齐奏。

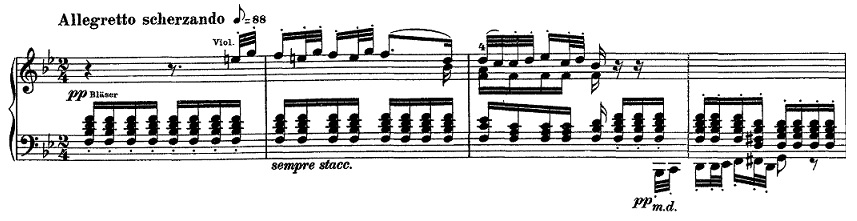
第2乐章主题与固定的“节拍器”节奏型，钢琴独奏谱，由李斯特改编

#### 第3乐章
第3乐章并非普遍的谐谑曲，而是一首怀旧的小步舞曲，在当时屬於已经过时的体裁。但该小步舞曲和十八世纪的模范并不大相同，它留有一种有些沙哑、粗鲁的节奏，以及强烈的力量和对比。例如，在起拍之后紧接着的五拍上，贝多芬指示有"突强"的字样，使得这个开头产生和整部作曲相协调的游戏、调侃意味。据说，开头圆号声的灵感，来自贝多芬对于特普利采航船上号角声的回忆。小步舞曲主题源于奥地利民歌旋律，但经过了精妙的处理，使得效果依然有些民间化，而非纯粹的维也纳宫廷沙龙风格。
该乐章由三段曲式写成，中间有一段平和安适的三声中部，与前后舞曲形成鲜明对比。三声中部包括一段享有盛名的圆号与单簧管独奏片断。斯特拉文斯基曾赞扬贝多芬在此处的配器是“无与伦比的乐思”。

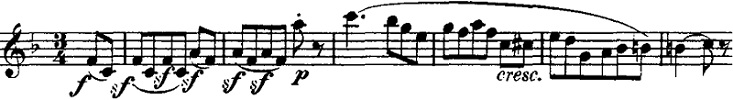
第3乐章小步舞曲主题

#### 第4乐章
末乐章是全曲最重要的一章，速度非常快，虽然标注是“活泼的快板”，但通常演奏到急板的地步。曲式为奏鸣回旋曲式，开头的材料再现了三次：发展部开头、再现部开头，以及尾声一半处。定音鼓在此乐章内有八度的演奏，这在当时是十分不寻常的。与第1乐章类似，该乐章中的第2主题在呈示部中处于错误的调性（属调），直到再现部中才回归到主调。

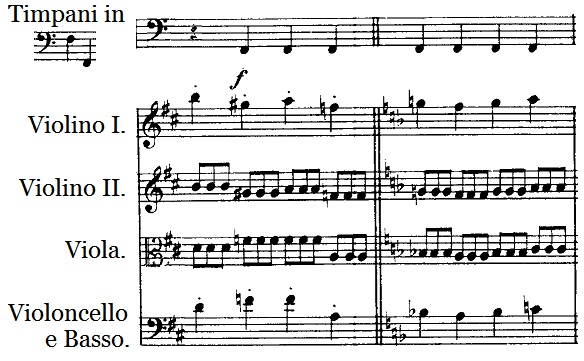
第4乐章尾声中，定音鼓将弦乐部的旋律“敲击”下了一个半音，使之回归到F大调

贝多芬在此乐章中更加强调了对比性，许多乐句都十分出乎意料，使得柏辽兹感到非常困惑。他认为这个末乐章“非常奇特”，并称贝多芬对于既有条框的冲击力是惊人的。
该乐章的尾声十分重要，在贝多芬所有作品中亦有显著地位。霍普金斯认为其水准使得它简直不应当被称为“尾声”。其中有两个值得注意的点：在呈示部和发展部中频繁打断主题的不和谐升C音，至此得到了解答，它成为了F♯小调属和弦的根音，并带领主题在此调上强力重现。另一处是在几小节之后的模进，定音鼓似乎将旋律向下“敲击”了一个半音，使之回归到F大调。全曲在华丽热烈的主调和弦乐段中结束。

## 评价与解读
虽然这部作品首演时也得到了好评，但评价远没有先前的第7号交响曲那么好。据当时的期刊说：“观众对这部作品十分感兴趣，也热烈地鼓掌；但是显然缺乏那种由衷的热情……但并非由于此曲有什么缺陷，或者贝多芬的创作水准有所退步……而可能是第7号交响曲的光辉将它覆盖了；如果该作品是单独演出，无疑会取得巨大的成功。”现在看来，这部交响曲的评价也不如贝多芬其它同类作品那么高，甚至有人认为贝多芬在作此曲时技术有所退步。
贝多芬自己則是认为第8号交响曲是一部杰作。据称，当他的学生卡尔·车尔尼问及为何此曲不那么受欢迎时，贝多芬回答“因为第8号要强得多”。亦有人称这部作品较先前的第7号交响曲而言，配器更细腻、结构更紧密、织体更精致。

### 音乐玩笑

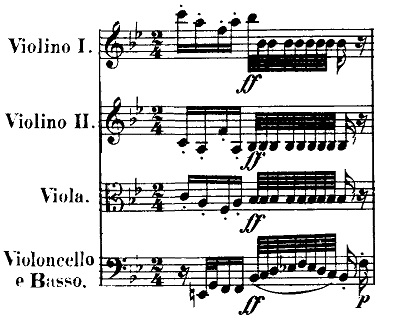
第2乐章的“节拍器出故障”，弦乐部分

第8号交响曲中的许多乐段被认为是音乐玩笑。霍普金斯举了一些例子：例如首乐章36小节巴松管对主题动机的模仿，第2乐章的“节拍器出故障”，第3乐章小步舞曲突然变到 
 拍子，以及末乐章呈示部结尾处仿佛在犹豫是否应当反复。